# Fäbodbi
Fäbodbi (Hoplitis tuberculata) är en biart som först beskrevs av Nylander 1848.  Fäbodbi ingår i släktet gnagbin, och familjen buksamlarbin. Arten är reproducerande i Sverige.

## Underarter
Arten delas in i följande underarter:
- H. t. cylindrica
- H. t. tuberculata